# Pasji Kartel
Pasji Kartel je ena prvih slovenskih rap glasbenih skupin, ki so izdale album. Album z naslovom Kartelova teorija so izdali leta 1998 na albumu pa so sodelovali: Boštjan Gorenc - Pižama, Ezy-G, Klemen Klemen, Jure Košir in Vlado Kreslin. 
1. Album: Pesjansa (1996), 2. Album: Kartelova Teorija (1998)